# Астерія (міфологія)
Астерія ([əˈstɪəriə]; давньогрецька: Ἀστερία, «із зірок, зоряна») — у грецькій міфології це ім'я, яке приписувалося кільком жінкам.

## Фізичні особи
- Астерія — другорядна богиня, яка стала островом Ортіджія або Делосом, дочка Феби та Кея та сестра Лето[1].
- Астерія або Астріс — донька Геліоса та Клімени[2] або Кето[3], одна з Геліад[4]. Вона одружилася з річковим богом Гідаспу (сучасна річка Джелам) і стала матір'ю Деріада, царя Індії.
- Астерія — одна з Данаїд, дочок Даная, які у шлюбну ніч убили своїх чоловіків, за одним винятком. Короткий час вона була нареченою Хаета[5].
- Астерія — одна з Алкіонід, дочок велетня Алкіонея. Вона була сестрою Алкіппи, Антея, Дрімо, Паллена, Метони та Фтонії (Фостонії або Хтонії)[6]. Коли їхній батько Алкіоней був убитий Гераклом, ці дівчата кинулися в море з Канастрайона, який є вершиною Пеллени. Потім вони були перетворені богинею Амфітрітою в альціонів (зимородків)[7].
- Астерія — донька Гідея, матір Гідісса від Беллерофонта. Її син відомий тим, що заснував місто в Карії, назване на його честь[8].
- Астерія — дочка Корони, вона і Аполлон були можливими батьками провидця Ідмона[9].
- Астерія[10] або Астеродія[11] — мати Кріса та Панопея від Фоки.
- Астерія — дочка Тевкра та Евни з Кіпру[12].
- Астерія — дев'ята амазонка, убита Гераклом, коли той прийшов за поясом Іпполіти[13].
- Астерія — афінська дівчина серед потенційних жертв Мінотавра, зображена на вазі[14].

## У масовій культурі
- 1765 року Крістоф Віллібальд Глюк дав ім'я Астерія персонажу у своїй опері «Телемако»;[15][16] однак ім'я не згадане в «Одіссеї» Гомера, на якій заснована опера.
- Кілька персонажів на ім'я Астерія з'являються у Всесвіті DC і Розширеному Всесвіті DC:[17][18]
  - Астерія вперше з'явилася в одноразовому випуску Elseworld's Finest: Supergirl & Batgirl 1998 року; «її походження чи минуле не згадується, але вона, схоже, є акцією Amazon».[17]
  - Ще одна версія Астерії з'явилася у випусках Justice League/Aquaman: Drowned Earth Special #1 та Justice League #11 за 2018 рік. У першому випуску Астерія — двоголовий металевий птах.[17][18] У другому випуску Диво-жінка повідомляє Аквамену, що "ім'я «Астерія» належало стародавній амазонці, яка воювала проти богів. Її ім'я перекладається як «небо».[18]
  - У фільмі 2020 року «Диво-жінка 1984» Астерію грає Лінда Картер. Персонаж зображений як найбільша воячка-амазонка. Коли людство поневолило амазонських жінок, Астерія боролася за їхню свободу, дозволивши королеві Іпполіті звільнити їх і їх расу втекти на острів, відомий як Теміскіра. Зевс створив острів, що приховав амазонок від людства. На ньому Астерія шанувалася амазонками як полегла героїня. Під час пост-титрів її бачать, як вона йде по людній вулиці та рятує пішохода від удару предмета, що падає.[19][20]
- Астерія — кодова назва карти в розділі 4 у Fortnite Battle Royale. Вона продовжує тенденцію, за якою кожна карта називалася на честь грецького божества, ім'я якого починається з літери «А» (Афіна для глави 1, Аполлон для глави 2 та Артеміда для глави 3).[21]